# Let L-21 Spartak
De Let L-21 Spartak is een Tsjechoslowaaks hoogdekker zweefvliegtuig gebouwd door Let. De Spartak vloog voor het eerst 1957.

## Specificaties
- Bemanning: 1, de piloot
- Lengte: 8,10 m
- Spanwijdte: 18,00 m
- Vleugeloppervlak: 16,00 m2
- Leeggewicht: 287 kg
- Maximum startgewicht: 390 kg